# Дивизия Буде (Первая империя)
Пехотная дивизия Буде (фр. Division d'infanterie de Boudet) — пехотная дивизия Франции периода наполеоновских войн.

## Организация дивизии
На 25 сентября 1805 года:
- 1-я бригада (командир – бригадный генерал Пьер Кассань)
  - 18-й полк лёгкой пехоты (командир – полковник Сезар Балледье)
- 2-я бригада (командир — бригадный генерал Луи Суайе)
  - 35-й полк линейной пехоты (командир – полковник Жозеф Брессан)
- 3-я бригада (командир — бригадный генерал Жозеф Дессе)
  - 11-й полк линейной пехоты (командир – полковник Жильбер Башлю)

На 5 июля 1809 года:
- 1-я бригада (командир – бригадный генерал Луи Гаро)
  - 35-й полк линейной пехоты, 4-й батальон (командир — полковник Жозеф Брессан[К 1])
  - 53-й полк линейной пехоты, 3 батальона (командир — полковник Матьё Жоанни)
- 2-я бригада (командир – бригадный генерал Жан Шарль Руссель)
  - 42-й полк линейной пехоты, 4-й батальон (командир — командир батальон Жюг)
  - 106-й полк линейной пехоты, 4 батальона (командир — полковник Жан Антуан Бертран)
    - Всего: 9 батальонов, ок. 4330 человек, 6 орудий[1]

## Подчинение и номер дивизии
- 1-я пехотная дивизия лагеря в Утрехте Армии Берегов Океана (27 октября 1803 года);
- 1-я пехотная дивизия 2-го армейского корпуса Великой Армии (29 августа 1805 года);
- 1-я пехотная дивизия 2-го армейского корпуса Итальянской армии (27 декабря 1805 года);
- 3-я пехотная дивизия Армии Далмации (7 июля 1806 года);
- 1-я пехотная дивизия 2-го армейского корпуса Итальянской армии (16 июля 1806 года).

## Командование дивизии

### Командиры дивизии
- дивизионный генерал Жан Буде (27 октября 1803 – 16 июля 1806)
- дивизионный генерал Жан-Матьё Сера (16 июля 1806 – 14 июля 1809)

### Начальники штаба дивизии
- полковник штаба Гийом Сериз (10 марта 1804 – 12 сентября 1805)
- полковник штаба Луи-Огюст Плозонн (12 сентября 1805 – 16 июля 1806)

### Командиры бригад
- бригадный генерал Луи Суайе (2 марта 1804 – 16 июля 1806)
- бригадный генерал Жозеф Дессе (30 октября 1804 – 16 июля 1806)
- бригадный генерал Жан Жак Шильт (16 июля 1806 – 10 апреля 1809)
- бригадный генерал Луи Гаро (10 апреля 1809 – 1 июня 1809)
- бригадный генерал Жан Шарль Руссель (13 апреля 1809 – 14 июля 1809)

## Награждённые

### Великие офицеры ордена Почётного легиона
- Жан-Матьё Сера, 21 июля 1809 — дивизионный генерал, командир дивизии

### Комманданы ордена Почётного легиона
- Жан Буде, 14 июня 1804 – дивизионный генерал, командир дивизии
- Пьер Кассань, 14 июня 1804 – бригадный генерал, командир бригады
- Луи Суайе, 14 июня 1804 – бригадный генерал, командир бригады

### Офицеры ордена Почётного легиона
- Агарра, 14 июня 1804 – командир батальона 11-го линейного
- Сезар Балледье, 14 июня 1804 – полковник, командир 18-го лёгкого
- Жозеф Брессан, 14 июня 1804 – полковник, командир 35-го линейного
- Марк Вабр, 14 июня 1804 – полковник, командир 11-го линейного
- Оноре Кур, 14 июня 1804 – старший аджюдан 11-го линейного
- Гийом Сериз, 14 июня 1804 – полковник, начальник штаба дивизии
- Жан Антуан Бертран, 27 июля 1809 — полковник, командир 106-го линейного
- Будене, 27 июля 1809 — командир батальона 106-го линейного
- Вернье, 27 июля 1809 — командир батальона 106-го линейного
- Мартен, 27 июля 1809 — командир батальона 53-го линейного
- Пьер Фижье, 27 июля 1809 — командир батальона 35-го линейного

### Кавалеры ордена Железной Короны
- Жан-Матьё Сера, 23 декабря 1807 — дивизионный генерал, командир дивизии

### Комментарии
1. ↑  С 15 апреля полком командовал командир батальона Пьер Фижье, так как Брессан попал в плен в бою у Порденоне